# Lampião

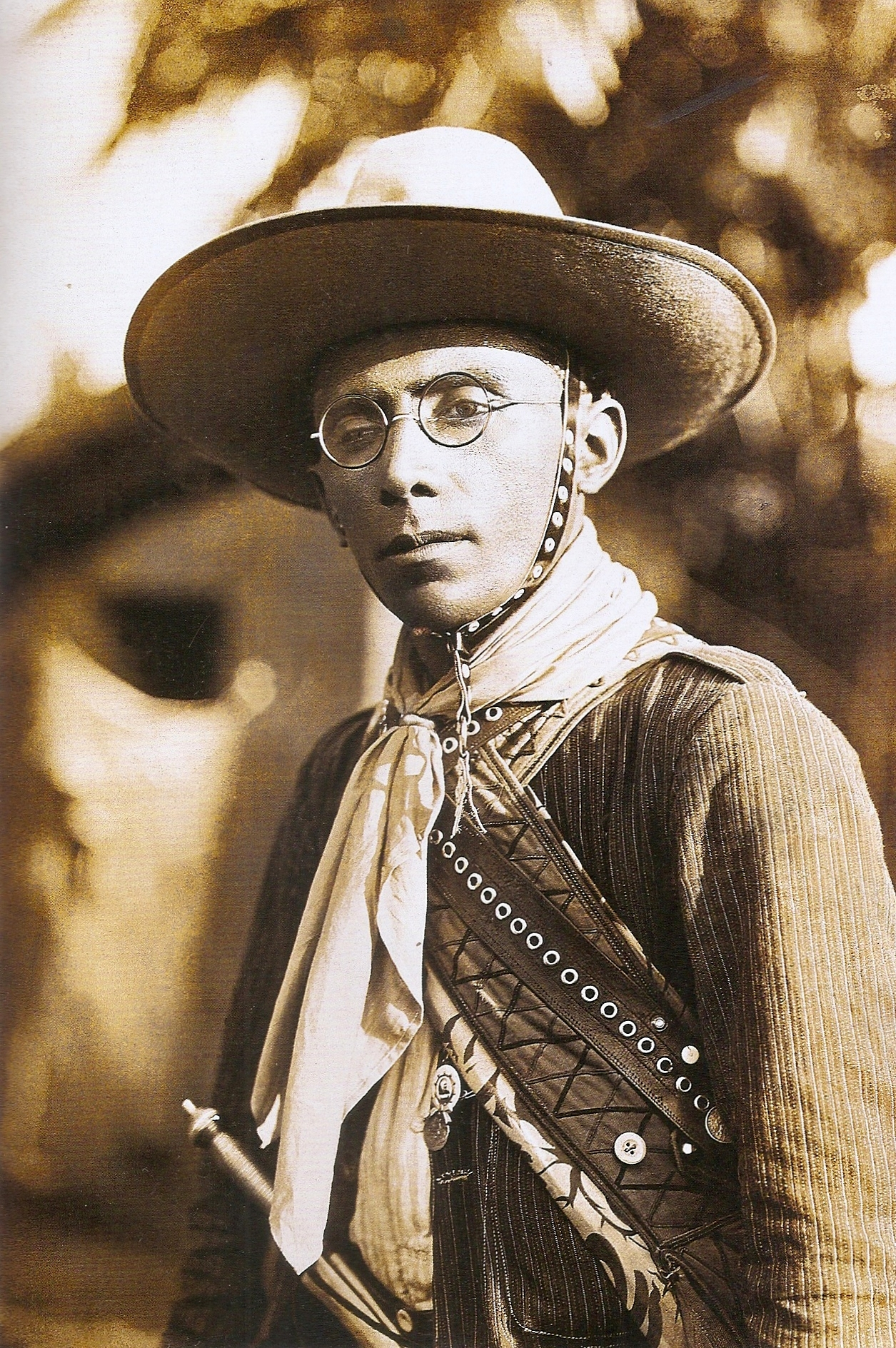
Virgulino Ferreira da Silva, "Lampião"
(1927), Museu do Ceará (Fortaleza)

Lampião ("Olielamp" in het Portugees) (Serra Talhada (Pernambuco), 4 juni 1898 - Poço Redondo (Sergipe), 28 juli 1938) was de schuilnaam voor Virgulino Ferreira da Silva, een beruchte bendeleider van Cangaço's, die moordde en plunderde in het noordoosten van Brazilië in de jaren 1920/1930. Een deel van de buit verdeelde hij onder de arme bevolking van het noordoosten van Brazilië (Nordeste).
Hij werd geboren op 4 juni 1898 in Serra Talhada in het droge binnenland (sertão) van Pernambuco, een deelstaat in het noordoosten van Brazilië.
Hij werd door politiemannen gedood, samen met Maria Bonita en nog negen leden van zijn bende, toen ze op 28 juni 1938 in een hinderlaag liepen in de Grot van Angicos, bij Poço Redondo in het binnenland van de deelstaat Sergipe. Hun hoofden werden als een soort trofeeën tentoongesteld in een forensisch museum, tot de families in de jaren '60 toestemming kregen hen te begraven.
Hij was gehuwd met Maria Gomes de Oliveira, beter bekend als Maria Bonita. De twee hadden een dochter: Expedita.

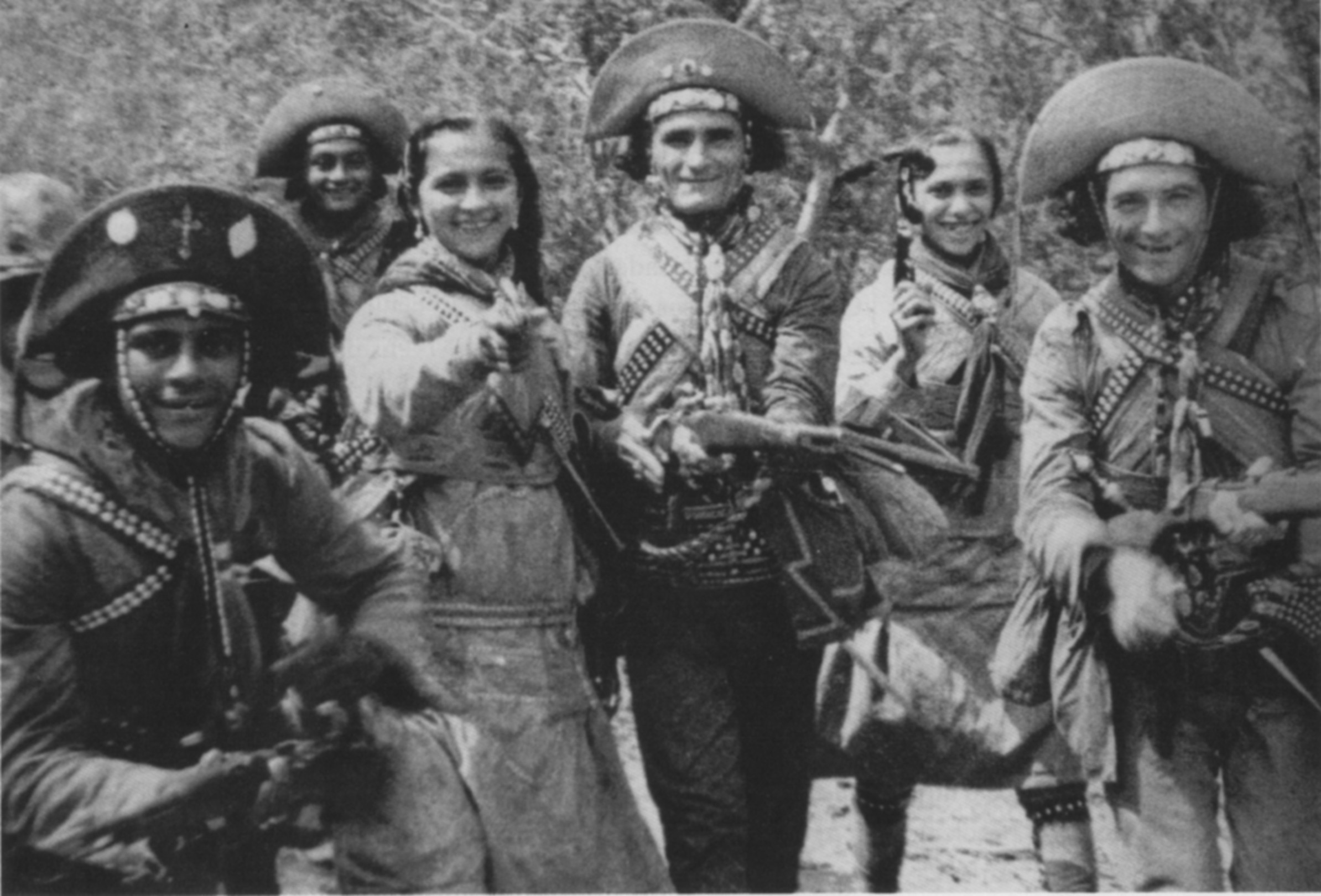
De bende van Lampião met cangaceiro-hoeden
(1936/37), Benjamin Abrahão Botto

Lampião was kleermaker van beroep. Hij en Maria Bonita hebben zelfs hun eigen kledingstijl gecreëerd. Zijn meest bekende ontwerp is de ronde leren cangaceiro-hoed, met de voorste rand omhooggeslagen en versierd met metalen sterren en/of munten. Die wordt nog overal in het binnenland van Pernambuco gedragen.
Het geromantiseerde verhaal van Lampião en Maria Bonita is de inspiratiebron geweest van talloze liedjes, toneelstukken, films en tv-series. Voor veel Nordestinos is hij nog altijd een volksheld, voor anderen een bandiet en moordenaar.